# Violante Visconti
Violante (Jolantha) Visconti (1354 - noviembre 1386) fue la segunda de los tres hijos de Galeazzo II Visconti -señor de Milán y Pavía- y Bianca de Saboya. Su padre le dio las provincias de Alba, Mondovì, Ceni, Cherasco y Demonte como herencia.
Como una niña de 13 años de edad, con la promesa de una gran dote de su padre, además de sus territorios, estaba casada con el tercer hijo del rey Eduardo III de Inglaterra, Leonel de Amberes, 1r duque de Clarence, en la iglesia de Santa María Maggiore, predecesor de la Catedral de Santa María Nascente, Milán, el 28 de mayo de 1368. Las festividades de la boda fueron lujosas y ostentosas. El banquete, celebrado en exterior, incluyó 30 tipos de carne y el pescado se presentó completamente dorado. Entre los presentes a los invitados se les dio regalos como armaduras, rollos de tela, caballos de guerra, armas y perros de caza. Entre los invitados estaban Geoffrey Chaucer, Petrarca, Jean Froissart y John Hawkwood. El matrimonio duró poco. Leonel murió en Alba el 17 de octubre de ese año, sólo cinco meses después de la boda. Su muerte pudo deberse a una intoxicación alimentaria. La duquesa de Clarence no tuvo ningún hijo con el duque.
El 2 de agosto de 1377, el padre de Violante negoció un segundo matrimonio, con el Marqués Otón III de Montferrato conocido como Secondotto. Dieciséis meses después, el 16 de diciembre de 1378, Secondotto fue asesinado después de una batalla en Piacenza (o Asti). No tuvieron descendencia.
El 18 de abril de 1381, se casó por tercera vez con su primo Ludovico Visconti, señor de Lodi y gobernador de Parma. Él era hijo de su tío paterno Bernabé Visconti y su esposa Beatrice Regina della Scala. Tuvieron un hijo, Giovanni Visconti, que nació después de 1382. Bárbara Tuchman sugiere que su hermano podría haber matado a su tercer marido. 
Ella era cuñada de Isabel de Francia, la hija menor del rey Juan II de Francia. Como una sobrina de Bernabé Visconti, fue prima de Valentina Visconti, reina de Chipre, y tuvo primos que se casaron en la nobleza austriaca y bávara, incluyendo a Viridis Visconti, abuela del emperador Federico III de Habsburgo y Tadea Visconti, madre de Isabel de Baviera-Ingolstadt, de Francia , cuyas hijas Isabel de Valois y Catalina de Valois fueron reinas consortes de Inglaterra. 
Violante murió en Pavía, en noviembre de 1386, a la edad de 32 años.